# Vuorijärvi (sjö i Parkano, Birkaland)
Vuorijärvi är en sjö i kommunen Parkano i landskapet Birkaland i Finland. Sjön ligger 143,5 meter över havet. Arean är 2,4 kvadratkilometer och strandlinjen är 12,94 kilometer lång. Sjön  ingår i Kumo älvs huvudavrinningsområde.   Den ligger omkring 73 km nordväst om Tammerfors och omkring 230 km nordväst om Helsingfors. 
I sjön finns öarna Korpisaari, Viitasaari och Petäjäsaari. Nordöst om Vuorijärvi ligger Kuuhimojärvi. 